# Windows Write
Microsoft Write – prosty edytor tekstu, który był dołączany do systemów operacyjnych Windows 1.0 i późniejszych, aż do Windows NT 3.51. W ciągu swojego cyklu życia był minimalnie aktualizowany. Microsoft Write dzieli swoją nazwę z komercyjnym wydaniem Microsoft Word dla Macintoshy oraz Atari ST, które jest oddzielnym produktem.
Wczesne wersje Write pracowały tylko na plikach formatu Dokument Write (rozszerzenie .wri), będącymi podzestawem Rich Text Format (RTF). Po premierze Windows 3.0 Write otrzymał możliwość odczytu i zapisu pierwszych wersji dokumentów Worda (.doc). Rozprowadzany z systemem Windows 3.1, otrzymał możliwość pracy jako obiekt OLE. W Windows 95 Write został zastąpiony przez WordPad; próba uruchomienia Write z systemowego folderu Windows spowoduje załadowanie WordPada. Plik wykonywalny Microsoft Write (write.exe) wciąż istnieje w późniejszych wersjach Windows, pełniąc rolę jedynie prostego stuba do zachowania kompatybilności wstecznej, a jego otwarcie skutkuje uruchomieniem aplikacji WordPad. 
Będąc procesorem tekstu, Write zawiera dodatkowe funkcje formatowania nie występujące w Notatniku (prostym edytorze tekstu), takie jak wybór fontu, dekoracje tekstu i wcięcie akapitu dla różnych części dokumentu. W przeciwieństwie do wersji WordPada przed Windows 7, Write potrafił justować akapit. Write jest porónywalny ze wczesnymi wersjami MacWrite.

## Odczyt Dokumentów Write(.wri)
Niektóre pakiety biurowe, np. LibreOffice (począwszy od wersji 5.1) potrafią otwierać dokumenty utworzone w programie Write które można później zapisać w formacie OpenDocument lub innych.
Aplikacje Microsoftu nie potrafią odczytywać Dokumentów Write. Microsoft zaprzestał dystrybucji programu gdy w 1995 roku wprowadzono Windows 95. Write został zastąpiony przez WordPad, który wraz z dodatkiem Service Pack 2 do Windows XP w 2004 roku utracił obsługę formatu .wri.